# Jonny L
Jonny L, ook bekend als Mr L., is het pseudoniem van de Britse dj en drum-and-bassproducer Jon Lisners (1970). Hij is met name bekend van de hits Hurt u so en Piper. Daarnaast was hij lid van het duo Truesteppers dat met Buggin' en Out of your mind de hitlijsten bereikte en maakte hij als Lo-rider de single Skinny.

## Biografie
Jon Lisners begint zijn muzikale carrière als studiotechnicus in de Strongroom studios in London. Hij bouwt echter ook een eigen studio thuis en begint met produceren. Hij produceert daar de track Hurt U So, die op het label Yo!Yo! Records wordt uitgebracht. Het wordt een hit in de ravescene en krijgt internationale bekendheid. Door het succes krijgt hij een contract bij het grotere XL Recordings. Daar verschijnen nog enkele singles. Het nummer Oooh I like it bereikt ook de Britse hitlijsten. Als remixer maakt hij in die jaren bewerkingen van de One love van The Prodigy en High on a happy vibe van Urban Cookie Collective. De ravescene verdwijnt rond 1994 echter naar de marge. Begin 1994 probeert hij met Make me work een trancesound, maar dat is niet succesvol. minder succesvol. Nieuw succes heeft hij als hij zijn koers verandert naar drum-and-bass. De ep I'm leaving bevat vier tracks in het genre en hij weet daarmee aansluiting te vinden. Daarna maakt hij ep's 2 Of Us en This Time. In 1997 brengt hij zijn eerste abum uit. Sawtooth bevat donkere futuristische drum and bass. Het album is op wat samples na geheel instrumentaal. Het prijsnummer van het album is de hit Piper die maandenlang in clubs te horen is. De inspiratie voor de plaat krijgt hij na het zien van de film Apollo 13. Het inspireert hem om een kosmische sound te maken. De opvolger, Magnetic, is een jaar later al klaar. Op dit album werkt hij voor het eerst met gastvocalisten. Een daarvan is Lady Miss Kier, bekend van de housegroep Deee-Lite. Van dit album wordt de agressieve single 20 Degrees met rapper Silvah Bullet een bescheiden hit. Veel remixen maakt hij niet in deze periode, maar wel had hij de eer om Smack my bitch up van The Prodigy te bewerken.
In 1999 doet Jonny een wat meer commercieel uitstapje. Met Andy Lyssandrou richt hij de 2 step groep Truesteppers op, waarmee ze inspelen op de populariteit van het geluid. Daarvan verschijnen in 1999 twee singles en een bewerking van zijn oude hit Hurt U So. In de lente van 2000 volgen de echte gits. Dan behaald de single Buggin' de zesde plaats in de UK Singles Chart. De single werd ingezongen door Dane Bowers van de boyband Another Level. Out of your mind, waarop naast Bowers ook Victoria Beckham van de Spice Girls zingt, behaalt zelfs de tweede plaats in de Engelse hitlijst. Na nog een single en een weinig succesvol album wordt de groep na 2000 weer geruisloos ontbonden.
Eind 2003 maakt Lisners een solocomeback met het album 27 hours a day. Dit nummer brengt hij uit op zijn eigen Piranha-label, dat hij kort daarvoor had opgericht. Daarna verschijnen er met regelmaar singles met harde, donkere drum and bass. De single Let's roll pakt de aandacht aandacht door een sample van George W. Bush die erin verwerkt zit. In 2005 produceert hij weer een vocaal nummer met zanger Bradley Mcintosh van de popband S Club 7. Op zijn label brengt hij die jaren ook singles uit als Mr. L. Eind 2007 start Lisners een opnieuw een commercieel danceproject met een korte levensduur. Als Lo-rider maakte hij met zanger Paul Cumberbatch de singles Skinny en Watch me. Vooral de single Skinny is spraakmakend vanwege zijn tekst en videoclip. Het nummer en de clip zijn een bijdrage aan de discussie over te dunne fotomodellen. Dit in de slipstream van Big girl van Mika. Het bezingt de voorkeur van een man voor stevig gebouwde vrouwen. De video is een parodie op de clip van Satisfacion van Benny Benassi. In de video acteren enkele large-size fotomodellen die op een softporno-wijze huishoudelijke taken doen. Op tal van internetfora zorgde het nummer voor de nodige discussies. Velen zien het als een sympathiek statement om te tonen dat dikkere vrouwen ook sexy kunnen zijn. Anderen zien het als de zoveelste seksistische videoclip.
De jaren daarna is Lisners relatief rustig. Hij brengt enkele singles uit en doet veel dj-klussen. In het najaar van 2013 verschijnt echter weer een nieuw album, In A Jungle. Na weer een tijdje van stilte richt hij het label 23:22 op. Daarop verschijnen vanaf 2015 weer diverse ep's. In 2018 wordt zijn oude hit Piper opnieuw uitgebracht met remixes door Overmono en Zomby. In 2023 maakt hij ook weer een album. Al verschijnt X3 in een zeer gelimiteerde oplage. Slechts 100 worden er van gemaakt.

## Discografie
| Single met eventuele hitnotering(en) in de Nederlandse Top 40 | Datum van verschijnen | Datum van binnenkomst | Hoogste positie | Aantal weken | Opmerkingen                                                                |
| ------------------------------------------------------------- | --------------------- | --------------------- | --------------- | ------------ | -------------------------------------------------------------------------- |
| Out of Your Mind                                              |                       | 16-09-2000            | 16              | 7            | Truesteppers met Victoria Beckham en Dane Bowers / Dancesmash op Radio 538 |

### Albums
- 1997 Sawtooth
- 1998 Magnetic
- 2000 True Stepping (als Truesteppers)
- 2003 27 Hours a Day
- 2013 In A Jungle
- 2023 X3

### Singles
- 1992 Hurt U So
- 1993 Ooh I Like It
- 1994 Make Me Work
- 1995 Microdaze
- 1995 I'm Leaving EP
- 1995 Nutty Bass / I'll Be There (Als Baraka)
- 1995 On One Against One (als Baraka & Master Laquar)
- 1996 Jonny L EP
- 1996 2 of Us EP
- 1996 This Time EP
- 1997 Piper
- 1998 Moving thru Air
- 1998 20 Degrees (ft. Silvah Bullet)
- 1999 Raise
- 1999 Running / Spike
- 1999 Selecta
- 1999 The finest (als Truesteppers)
- 2000 Beng beng (als Truesteppers ft. Top Cat)
- 2000 Buggin (als Truesteppers ft. Dane Bowers)
- 2000 Out of your mind (als Truesteppers ft. Dane Bowers & Victoria Beckham)
- 2000 True step tonight (als Truesteppers ft. Brian Harvey)
- 2002 Dirt / Trouble
- 2002 Synchronize / Phreak
- 2003 Let's Roll
- 2003 Airwaves
- 2003 27 Hours a Day - Part 2
- 2005 Back to Your Roots (ft. Bradley Mcintosh)
- 2007 Skinny (als Lo-rider ft. Paul Cumberbatch)
- 2008 Watch me (als Lo-rider ft. Paul Cumberbatch)
- 2009 Dreaming (ft. Lemar)
- 2009 Evah / Microdaze
- 2010 1 N 2
- 2011 The Rave / Boy
- 2015 Invisible / Synthesize
- 2015 Eb6 / Connect
- 2015 Big / June
- 2015 Does It / Play
- 2016 Hallow / Sight
- 2016 She's Mine / Van Allen Belt
- 2021 Cecile Park EP
- 2023 The Return EP